# Liste der denkmalgeschützten Objekte in Oggau am Neusiedler See
Die Liste der denkmalgeschützten Objekte in Oggau am Neusiedler See enthält die 15 denkmalgeschützten, unbeweglichen Objekte der burgenländischen Marktgemeinde Oggau am Neusiedler See.

## Denkmäler
| Foto |                 | Denkmal                                                                                 | Standort                                  | Beschreibung | Metadaten |
| ---- | --------------- | --------------------------------------------------------------------------------------- | ----------------------------------------- | --- | --- |
| ja   | Datei hochladen | Mariensäule HERIS-ID: 29352 Objekt-ID: 25995                                            | Hauptstraße Standort KG: Oggau            | Am Kapitell die Datierung 1696. Die Figur ist neueren Datums. | BDA-Hist.: Q37926044 Status: § 2a Stand der BDA-Liste: 2025-06-30 Name: Mariensäule GstNr.: 1871/3 |
| ja   | Datei hochladen | Figurenbildstock, hl. Johannes Nepomuk HERIS-ID: 29362 Objekt-ID: 26005                 | bei Hauptstraße 63 Standort KG: Oggau     | Eine Steinskulptur auf geschuppter Säule. Am Sockel die Datierung 1730. | BDA-Hist.: Q37926140 Status: § 2a Stand der BDA-Liste: 2025-06-30 Name: Figurenbildstock, hl. Johannes Nepomuk GstNr.: 296                                                                                           |
| ja   | Datei hochladen | Pfarrhof HERIS-ID: 29229 Objekt-ID: 25870                                               | Hauptstraße 63 Standort KG: Oggau         | Laut Inschrift 1795 erbaut. | BDA-Hist.: Q37925240 Status: § 2a Stand der BDA-Liste: 2025-06-30 Name: Pfarrhof GstNr.: 300 |
| ja   | Datei hochladen | Kath. Pfarrkirche Hll. Dreifaltigkeit, Simon und Judas HERIS-ID: 29227 Objekt-ID: 25868 | Hauptstraße 65 Standort KG: Oggau         | Die Kirche wurde von 1727 bis 1731 erbaut. Von der Vorgängerkirche ließ man nur den Turm stehen und erbaute den Rest neu. Baumeister war höchstwahrscheinlich Franz Anton Pilgram. | BDA-Hist.: Q27303872 Status: § 2a Stand der BDA-Liste: 2025-06-30 Name: Kath. Pfarrkirche Hll. Dreifaltigkeit, Simon und Judas GstNr.: 296 Pfarrkirche hll. Dreifaltigkeit, Simon und Judas, Oggau am Neusiedler See |
| ja   | Datei hochladen | Kreuzkapelle HERIS-ID: 29228 Objekt-ID: 25869                                           | Hauptstraße 97 Standort KG: Oggau         | Aus der Mitte des 18. Jahrhunderts und 2001 zuletzt umfassend restauriert. Ein einfacher Bau mit Walmgiebel, Dachreiter und tiefer Apsis.                                          | BDA-Hist.: Q37925235 Status: § 2a Stand der BDA-Liste: 2025-06-30 Name: Kreuzkapelle GstNr.: 251 |
| ja   | Datei hochladen | Ehem. Ortsbefestigung HERIS-ID: 62777 Objekt-ID: 75361                                  | bei Hauptstraße 97 Standort KG: Oggau     | Der Rest einer 1650 errichteten Ringmauer mit zwei Toren und drei Basteien. | BDA-Hist.: Q38101096 Status: § 2a Stand der BDA-Liste: 2025-06-30 Name: Ehem. Ortsbefestigung GstNr.: 249, 251 |
| ja   | Datei hochladen | Bildstock, Hafnerkreuz HERIS-ID: 29358 Objekt-ID: 26001                                 | Margarethengasse Standort KG: Oggau       | Ein Tabernakelpfeiler aus dem Jahr 1644 in der Margarethengasse. | BDA-Hist.: Q37926102 Status: § 2a Stand der BDA-Liste: 2025-06-30 Name: Bildstock, Hafnerkreuz GstNr.: 1410 |
| ja   | Datei hochladen | Purschkykreuz HERIS-ID: 29366 Objekt-ID: 26009                                          | Rusterstraße Standort KG: Oggau           | Der Bildstock an der Rusterstraße ist mit 1687 datiert. | BDA-Hist.: Q37926165 Status: § 2a Stand der BDA-Liste: 2025-06-30 Name: Purschkykreuz GstNr.: 1152 |
| ja   | Datei hochladen | Sebastiansäule HERIS-ID: 29361 Objekt-ID: 26004                                         | Sebastianstraße Standort KG: Oggau        | Errichtet 1680. Auch als Pestsäule bezeichnet. Auf einer Weinlaubsäule die Steinfiguren hl. Sebastian und hl. Rochus.                                                              | BDA-Hist.: Q37926129 Status: § 2a Stand der BDA-Liste: 2025-06-30 Name: Sebastiansäule GstNr.: 238/1 |
| ja   | Datei hochladen | Brunnen HERIS-ID: 29369 Objekt-ID: 26012                                                | Sechshausgasse 7, bei Standort KG: Oggau  | Ein Kettenbrunnen mit einer Schachttiefe von 21 Meter, der 1862 nach der Hausplatzzuteilung an die ersten sechs Siedler der Sechshausgasse errichtet wurde.                        | BDA-Hist.: Q37926178 Status: § 2a Stand der BDA-Liste: 2025-06-30 Name: Brunnen GstNr.: 244 |
| ja   | Datei hochladen | Gnadenstuhlsäule HERIS-ID: 29355 Objekt-ID: 25998seit 2020                              | bei Weißenböckgasse 23 Standort KG: Oggau | | BDA-Hist.: Q105643114 Status: Bescheid Stand der BDA-Liste: 2025-06-30 Name: Gnadenstuhlsäule GstNr.: 1880/1, 1880/2                                                                                                 |
| ja   | Datei hochladen | Bildstock, Weißes Kreuz HERIS-ID: 29360 Objekt-ID: 26003                                | Weißenböckgasse Standort KG: Oggau        | Der Pfeiler wurde um 1670 errichtet, die Renovierungsinschrift stammt aus dem Jahr 1788.                                                                                           | BDA-Hist.: Q37926116 Status: § 2a Stand der BDA-Liste: 2025-06-30 Name: Bildstock, Weißes Kreuz GstNr.: 2392 |
| ja   | Datei hochladen | Friedhofskreuz und Cholerakreuz HERIS-ID: 62775 Objekt-ID: 75359                        | am Ortsfriedhof Standort KG: Oggau        | Das hohe Steinkruzifix am Friedhof, auch Cholerakreuz genannt, wurde zum „bestädigen Andenken der furchbaren Cholerakrankheit“ am 20. Oktober 1832 errichtet.                      | BDA-Hist.: Q38101083 Status: § 2a Stand der BDA-Liste: 2025-06-30 Name: Friedhofskreuz und Cholerakreuz GstNr.: 1178                                                                                                 |
| ja   | Datei hochladen | Rosaliakapelle HERIS-ID: 29231 Objekt-ID: 25873                                         | Standort KG: Oggau                        | Eine kleine Kapelle mit Dachreiter und halbrunder Apsis auf einer Anhöhe nächst der Oggauer Landesstraße. Über dem Portal die Inschrift: Erbaut Anno 1713 Renofirt 1833.           | BDA-Hist.: Q37925245 Status: § 2a Stand der BDA-Liste: 2025-06-30 Name: Rosaliakapelle GstNr.: 3325/2 |
| ja   | Datei hochladen | Kruzifix/Kreuz HERIS-ID: 29348 Objekt-ID: 25991                                         | Standort KG: Oggau                        | Ein Steinkruzifix und Maria Magdalena aus dem 18. Jahrhundert. | BDA-Hist.: Q37926018 Status: § 2a Stand der BDA-Liste: 2025-06-30 Name: Kruzifix/Kreuz GstNr.: 3325/2 |